# Nokere Koerse 2022
La Nokere Koerse 2022, ufficialmente Danilith - Nokere Koerse, settantaseiesima edizione della corsa, valevole come undicesima prova dell'UCI ProSeries 2022 categoria 1.Pro, si svolse il 16 marzo 2022 per un percorso di 189,8 km, con partenza da Deinze ed arrivo a Nokere, in Belgio. La vittoria fu appannaggio del belga Tim Merlier, il quale completò il percorso in 4h20'04" alla media di 43,789 km/h, precedendo il tedesco Max Walscheid e il connazionale Arnaud De Lie.
Sul traguardo di Nokere sono stati 113 i ciclisti, dei 131 partiti da Deinze, portarono a termine la competizione.

## Squadre e corridori partecipanti
| N.    | Cod. | Squadra                     |
| ----- | ---- | --------------------------- |
| 1-7   | BWB  | Bingoal Pauwels Sauces WB   |
| 11-17 | QST  | Quick-Step Alpha Vinyl Team |
| 21-27 | BOH  | Bora-Hansgrohe              |
| 31-37 | UAD  | UAE Team Emirates           |
| 41-46 | TFS  | Trek-Segafredo              |
| 51-57 | GFC  | Groupama-FDJ                |
| 61-67 | IWG  | Intermarché-Wanty-Gobert    |
| 71-77 | IPT  | Israel-Premier Tech         |
| 81-86 | COF  | Cofidis                     |
| 91-97 | LTS  | Lotto Soudal                |

| N.      | Cod. | Squadra                  |
| ------- | ---- | ------------------------ |
| 101-107 | DSM  | Team DSM                 |
| 111-117 | AFC  | Alpecin-Fenix            |
| 122-127 | BBK  | B&B Hotels-KTM           |
| 131-137 | BCF  | Bardiani-CSF-Faizanè     |
| 141-147 | HPM  | Human Powered Health     |
| 151-157 | SVB  | Sport Vlaanderen-Baloise |
| 161-167 | ARK  | Team Arkéa-Samsic        |
| 171-177 | UXT  | Uno-X Pro Cycling Team   |
| 181-187 | TIS  | Tarteletto-Isorex        |
| 191-197 | MCT  | Minerva Cycling          |

## Ordine d'arrivo (Top 10)
| Pos. | Corridore          | Squadra    | Tempo    |
| ---- | ------------------ | ---------- | -------- |
| 1    | Tim Merlier        | Alpecin    | 4h20'04" |
| 2    | Max Walscheid      | Cofidis    | s.t.     |
| 3    | Arnaud De Lie      | Lotto      | s.t.     |
| 4    | Bert Van Lerberghe | Quick-Step | s.t.     |
| 5    | Bram Welten        | Groupama   | s.t.     |
| 6    | Rasmus Tiller      | Uno-X      | s.t.     |
| 7    | Hugo Hofstetter    | Arkéa      | s.t.     |
| 8    | Pierre Barbier     | B&B Hotels | s.t.     |
| 9    | Pascal Ackermann   | UAE        | s.t.     |
| 10   | Jannik Steimle     | Quick-Step | s.t.     |